# 赖泽
赖泽（法語：Raizeux，法語發音：[ʁɛzø] ⓘ）是法国法蘭西島大區塞纳-马恩省的一个市镇，属于朗布依埃区。 

## 地理
赖泽（48°37'27"N, 1°41'1"E）面积10.25 平方千米，位于法国法蘭西島大區伊夫林省，该省份为法国北部内陆省份，北起瓦兹河谷省，西接厄尔省，西南接厄尔-卢瓦省，东南接埃松省，东临上塞纳省。
与赖泽接壤的市镇（或旧市镇、城区）包括：埃佩尔农、昂什、圣吕西安、埃尔默赖、圣伊拉里永。

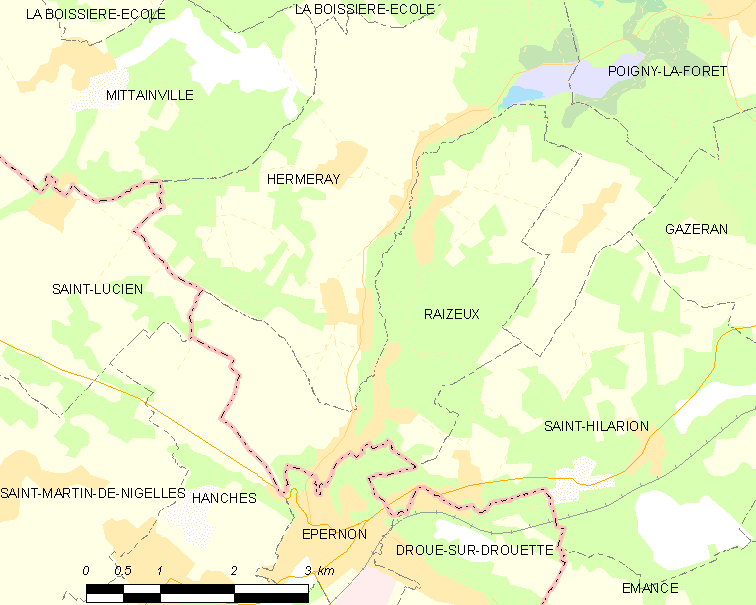
赖泽的OSM定位图

赖泽的时区为UTC+01:00、UTC+02:00（夏令时）。

## 行政
赖泽的邮政编码为78125，INSEE市镇编码为78516。

## 政治
赖泽所属的省级选区为朗布依埃县。

## 人口

1962-2008年间赖泽人口变化图示

赖泽于2022年1月1日时的人口数量为990人。